# Carcharhinus
Carcharhinus és un gènere de taurons. És el gènere tipus de la família dels carcarínids.

## Taxonomia
- Tauró de musell negre, Carcharhinus acronotus (Poey, 1860)[2]
- Tauró d'aletes platejades, Carcharhinus albimarginatus (Rüppell, 1837)[3]
- Carcharhinus altimus (Springer, 1950)[4]
- Carcharhinus amblyrhynchoides (Whitley, 1934)[5]
- Tauró de cua negra, Carcharhinus amblyrhynchos (Bleeker, 1856)[6]
- Carcharhinus amboinensis (Müller & Henle, 1839)[7]
- Carcharhinus borneensis (Bleeker, 1859)[8]
- Tauró bronzat, Carcharhinus brachyurus (Günther, 1870)[9]
- Carcharhinus brevipinna (Müller & Henle, 1839)[10]
- Carcharhinus cautus (Whitley, 1945)[11]
- Carcharhinus dussumieri (Müller & Henle, 1839)[12]
- Tauró sedós, Carcharhinus falciformis (Müller & Henle, 1839)[13]
- Carcharhinus fitzroyensis (Whitley, 1943)[14]
- Carcharhinus galapagensis (Snodgrass & Heller, 1905)[15]
- Carcharhinus hemiodon (Müller & Henle, 1839)[16]
- Carcharhinus isodon (Müller & Henle, 1839)[17]
- Carcharhinus leiodon Garrick, 1985
- Tauró camús, Carcharhinus leucas (Müller & Henle, 1839)[18]
- Tauró de puntes negres, Carcharhinus limbatus (Müller & Henle, 1839)[19]
- Tauró de mans llargues, Carcharhinus longimanus (Poey, 1861)[20]
- Carcharhinus macloti (Müller & Henle, 1839)[21]
- Tauró de puntes negres dels esculls, Carcharhinus melanopterus (Quoy & Gaimard, 1824)[22]
- Tauró fosc, Carcharhinus obscurus (Lesueur, 1818)[23]
- Tauró dels esculls del Carib, Carcharhinus perezii (Poey, 1876)[24]
- Tauró gris, Carcharhinus plumbeus (Nardo, 1827)[25]
- Carcharhinus porosus (Ranzani, 1840)[26]
- Carcharhinus sealei (Pietschmann, 1913)
- Tauró de nit, Carcharhinus signatus (Poey, 1868)
- Carcharhinus sorrah (Müller & Henle, 1839)
- Carcharhinus tilstoni,  (Whitley, 1950)